# Ricardo Videla
Ricardo Videla (Mendoza, 24 de agosto de 1880 - Chacras de Coria, Mendoza; 27 de agosto de 1960) fue un ingeniero, historiador y político argentino, miembro del Partido Demócrata (PD), gobernador de la provincia de Mendoza entre 1932 y 1935, durante la Década Infame.

## Carrera política
Fue ministro de Industria y Obras Públicas de la Provincia entre 1930 y 1932, durante la intervención federal de José María Rosa. Fue elegido gobernador de Mendoza por el PD en las elecciones del 8 de noviembre de 1931 con el 69 % de los votos.
Su gestión como gobernador estuvo marcada por la explotación petrolífera y la creación del Banco de Mendoza.La gobernación de Corominas se caracterizó por una difícil situación financiera, la repercusión de la crisis mundial y la decadencia de la vitivinicultura. La vitivinicultura pasó por una difícil situación por exceso de producción y consumo estancado.  Debido a la crisis económica provincia entró en cesación de pagos y repudió las deudas contraídas por el tesoro provincial, con lo que de hecho se declaró en bancarrota, de la cual solamente saldría varios años más tarde.
Fue candidato a gobernador nuevamente por el PD en las elecciones provinciales del 24 de febrero de 1946.